# Medier i Indien
Medier i Indien utgörs främst av TV, radio och tidskrifter.

## Historik
År 1947 blev Indien självständig inom det Brittiska samväldet och sedan dess har landet haft en utvecklande tidningsbransch. Detta år startades Press Trust of India - en indisk nyhetsbyrå. Engelska tidningar har fortsatt komma ut i mängder, 1959 började TV sändas i statlig regi. På grund av de regionala skillnaderna och de stora klasskillnaderna har TV inte alls slagit igenom som den har i andra länder.
År 2000 skedde en radikal förändring i Indien gällande medierna. TV- och radio-monopolen utvecklades enormt detta år, investeringar i 3G-nät och ny teknik inom IT-sektorn är några av orsakerna till detta. Sedan detta 2000 har även läskunnigheten och välståndet ökat vilket gjort att efterfrågan blivit större. Detta på grund av en växande medelklass.

## Dagspressen
Under de senaste åren har marknaden för tryckta tidningar ökat något enormt och idag leder Indien över alla länder i flest tryckta tidningar per dag. Drygt 110 miljoner tidningar trycktes år 2012. Det finns över 4000 olika tidningar och de flesta är tryckta på antingen hindi eller engelska.
Pressen ägs främst av stora privata medieföretag med inflytelserika och förmögna finansfamiljer. Det är i städerna som tidningarna har störst inflytande. På grund av den dåliga läskunnigheten, som dock håller på att förbättras, når inte tidningarna ut till personer på landsbygden. Där kan endast 4 av 5 personer kan läsa men genom högläsning kan fler personer ta del av informationen.
Den största tidningen 2012 var Times of India som hade upplaga på ungefär 3,1 miljoner exemplar år 2012. Tidningarna trycks endast på engelska. Times of India grundades år 1838 men då under namnet The Bombay Times and Journal Commerce. Den första tidningsupplagan publicerades den tredje november samma år. 23 år senare bytte tidningen namn till dess nuvarande namn. 1996 lanserades tidningens webbsida. 2009 hade tidningen flest sidvisningar, ungefär 159 stycken totalt, och hade då flest visningar i hela världen av alla engelskspråkiga dagstidningars hemsidor. Ett år efter att webbsidan lanserats publicerades det första fotot i färg och 2003 gick tidningen över i att tryckas helt och hållet på färg. Tidningen ägs av The Times Group som idag är Indiens största medieföretag. Dess huvudkontor ligger i Mumbai men ges ut ut i regionala editioner i ett 10-tal olika städer. Företaget äger ett 30-tal tidningar och magasin inklusive Times of Media där tidningarna trycks på flera olika språk.
Den näst största dagspressen är Dainik Bhaskar som har en dryg upplaga på 2,5 miljoner exemplar år 2012. Den grundades år 1958 och ägs av ett familjeföretag vid namn D B Corp Ltd.. Tidningen ges ut på hindi. Tillsammans står Times of India och Dainik Bhaskar för drygt 5,6 miljoner exemplar av det totala antalet på 110 miljoner.

## TV och Radio
År 2000 var både tv och radio statskontrollerade och efter avregleringen har mer än 500 nya TV-kanaler tillkommit och drygt 1000 nya radiokanaler.  All India Radio, AIR - ett statligt ägd public service företag, är ett av Indiens och även världens största medieföretag. Företaget har ungefär 270 radiostationer på många olika språk och dialekter. Det är det enda företaget som har tillstånd att sända nyheter på radio. Doordarshan är det statliga företaget i Indien som har hand om landets public service-TV.  De finansieras med reklam och statliga medel. De har ungefär 20 st kanaler och av dem är elva regionala och resten nationella och lokala. de nationella programmen betonar på händelser och frågor som är av intresse för hela nationen. De regionala programmen varierar beroende på i vilken region de sänds i, de sänds på regionala språk. De lokala programmen är områdesspecifika, här tas lokala frågor upp. I Sverige skulle Doordarshan motsvara SVT, som har hand om Sveriges public service-TV.
Förutom AIR och Doordarshan som är public service-styrda företag i Indien så är televisionen och radion kommersiell, det vill säga att den är vinstinriktad. År 2014 var målet att skaffa 839 nya kommersiella FM-stationer i Indien.

## Regler och lagstiftning
I Indien råder yttrandefrihet, pressfrihet och tryckfrihet. Gällande yttrandefriheten finns en del undantag. Konstitutionen från 1950, som garanterar yttrandefrihet, har tillsammans med myndigheterna försökt censurera material på internet. I flera av Indiens delstater har myndigheten tagit stor kontroll över medierna. De kan hota eller dra in dagspress för att stoppa journalistiken.
Indien benämns ibland som “världens största demokrati”. I landet bor ungefär en miljard människor och idag har medierna har stor påverkan på Indiens stora befolkning. En del av befolkningen gynnas av en fri debatt i medierna medan väldigt många fortfarande är förtryckta i sin fattigdom.

## Censur och yttrandefrihet
I organisationen reportrar utan gränsers index 2016/2017 över pressfriheten i världen hamnade Indien på plats 133 av 179 länder. Detta beror främst på våld mot journalister. 13 journalister dog i tjänsten år 2013 där 8 av de mördades. Sedan 1992 har 27 journalister i tjänst mördats varav ungefär hälften av dem rapporterade återkommande om korruption. Delstater som Kashmir anses vara de farligaste ställena för journalisterna att arbeta i.
Reportrar utan gränser uttrycker en oro kring landets tryck- och pressfrihet på grund av nedgången av informationsfrihet. Detta har lett till att journalister börjat praktisera självcensur.
Reportrar utan gränser kritiserar dessutom myndigheternas ökade begränsningen av yttrandefriheten på internet trots att endast 13 procent använder det. Enligt Freedom House är Indien i kategorierna internet och pressen delvis fritt. Internets frihet har förbättrats väldigt mycket från 2014 på grund av nedstängningar av Internet på grund av bristen på säkerheten, bristen på öppenhet att blockera och bristen på övervakning finns gränser på vad som får skrivas på internet vilket är anledningen till att de är rankade som delvis fri och inte helt fri.